# Баталов, Валерий Гаязович
Валерий Гаязович Баталов (укр. Валерій Гаязович Баталов; 27 июня 1946 года, с. Крупец Славутского района Хмельницкой области — 15 мая 2011 года) — украинский журналист и государственный деятель, депутат Верховной рады Украины I созыва (1990—1994), Острожский городской голова (1998—2002).

## Биография
Родился 27 июня 1946 года в селе Крупец Славутского района Хмельницкой области в крестьянской семье.
С 1962 по декабрь 1968 года работал стрелочником, затем старшим стрелочником станции «Пост 8 км» (г. Славута). С 1965 года проходил трёхлетнюю службу в Советской армии.
В 1975 году окончил факультет журналистики Львовского государственного университета. С 1969 по 1975 год работал в газете «Заря коммунизма» (укр. Зоря комунізму) старшим литработником, заведующим отделом сельского хозяйства. В 1975 году работал инструктором организационного отдела Острожского райкома КП УССР, затем до 1993 года работал редактором газеты «Заря коммунизма», затем переименованной в «Жизнь и слово» (укр. Життя і слово).
Являлся членом КПСС, Союза журналистов СССР.
4 марта 1990 года в ходе первых альтернативных парламентских выборов в Украинской ССР был избран народным депутатом Верховного совета Украинской ССР XII созыва (в дальнейшем — Верховной рады Украины I созыва) от Здолбуновского избирательного округа № 338 Ровенской области, набрал 69,67% голосов среди 9 претендентов, выдвигался кандидатом в народные депутаты трудовыми коллективами Здолбуновского локомотивного депо, Здолбуновского ремонтно-механического завода, Острожского плодоконсервного завода и Острожского СПТУ № 28. В парламенте входил во фракции «Народная рада» и «Конгресс национально-демократических сил». Являлся членом комиссии по вопросам экологии и рационального природопользования. Срок депутатских полномочий истёк 10 мая 1994 года.
В 1995 году занимал пост заместителя начальника Государственного управления экологии в Хмельницкой области. С октября 1995 года по апрель 1998 года — главный специалист Объединения заповедных территорий «Ровнолес».
С апреля 1998 года по апрель 2002 года занимал пост Острожского городского головы.
Умер 15 мая 2011 года.
Был женат, имел двоих сыновей (Олег и Сергей, 1971 г.р.).